# Koszmosz–376
A Koszmosz–376 (oroszul: Космос 376) Koszmosz műhold, a szovjet műszeres műhold-sorozat tagja. Továbbfejlesztett, manőverezésre képes Zenyit-4M felderítő műhold.

## Küldetés
Zenyit–2M (11F691) továbbfejlesztett, nagyobb felbontású fényképezőgéppel ellátott, harmadik generációs műhold, katonai és állami célokat szolgált.

## Jellemzői
Az OKB–1 tervezőirodában fejlesztették ki, sorozatgyártása Kujbisevben folyt. Üzemeltetője a Honvédelmi Minisztérium (oroszul: Министерство обороны – МО).
Megnevezései: Koszmosz–376; Космос 376; COSPAR: 1970-092A; Kódszáma: 4599.
1970. október 30-án a Pleszeck űrrepülőtérről, az LC–43 (LC–Launch Complex) jelű indítóállványról egy Voszhod (11A57) típusú hordozórakétával juttatták alacsony Föld körüli pályára (LEO = Low-Earth Orbit). Az orbitális egység pályája 89,5 perc, 65,4 fok hajlásszögű, elliptikus pálya-perigeuma 216 kilométer, apogeuma 311 kilométer volt.
Tömege 6300 kilogramm. A sorozat felépítését, szerkezetét, alapvető fedélzeti rendszereit tekintve egységesített, szabványosított űreszköz. Fényképezőgépe a Ftor–6 volt. Áramforrása kémiai akkumulátorok, szolgálati élettartama 14 nap.
1970. november 12-én 12 nap szolgálati idő után, földi parancsra belépett a légkörbe és hagyományos ejtőernyős leereszkedéssel visszatért a Földre.